# Marmourta
Marmourta ist ein 1099 m hoher Berg in Dschibuti. Er liegt in der Region Tadjoura im Zentrum von Dschibuti.

## Geographie
Der Berg erhebt sich zusammen mit dem östlich benachbarten As Allelé nördlich des Ortes Adailou im zentralen Teil von Dschibouti. Nach Süden fällt de Berg ab ins Tal des Wadi Fallada. Die Bergkette zieht sich weiter nach Nordwesten zum Gipfel Sîḏa (1226 m).

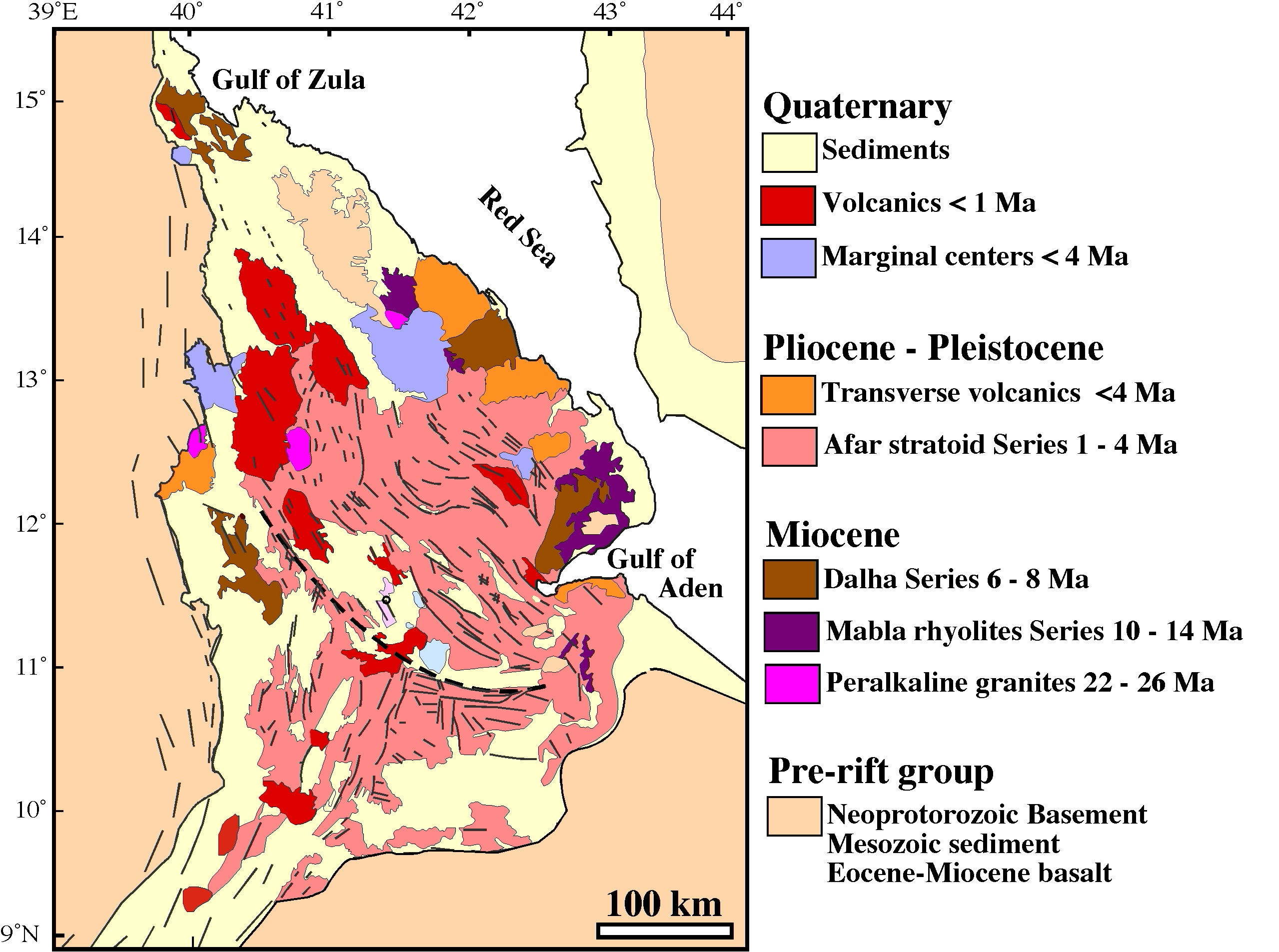
Geologie des Afar-Dreiecks.